# Mohamed Harbi
Mohamed Harbi (1933) é um historiador argelino que foi membro do partido FLN durante a Guerra da Independência da Argélia.
Mohamed Harbi nasceu em 1933 numa grande família em El Harrouch, Argélia. Com 15 anos ingressou no FLN. De acordo com as suas memórias, Harbi viveu clandesntinamente em França e reuniu apoios para a independência argelina. De 1954 a 1962 foi figura proeminente da FLN.
Na França, Harbi iniciou a lecionar ciência política na Universidade de Paris. 
Atualmente Harbi reside em Paris, afastado da universidade. A primeira parte de suas memórias foi publicada em 2003.